# Kock
Kock este un oraș în Polonia.